# 教務職員
教務職員（きょうむしょくいん）は、国立大学の職種の一つであり、助手の下位職員として各大学の裁量で採用されていた職種をさす。職員の分類上は、教育職員（大学教員）に属し、職務内容は教員に準じるが、運用上は技官と同じ扱いを受けていた。

## 法律上の規定
教務職員とは、戦前の副手（大学教員の最下級身分）の流れをくむ職種である。
なお、国立大学法人化の行政改革と法改正にともない、教務職員制度は法的に廃止となった。現在は、各法人大学の内規でのみ教務職員が存在する可能性がある。以下に法の中の位置づけと法改正による流れを解説する。
学校教育法（最終改正：平成30年6月1日）の第92条では、「大学には学長、教授、准教授、助教、助手及び事務職員を置かなければならない。」「大学には、前項のほか、副学長、学部長、講師、技術職員その他必要な職員を置くことができる。」と規定されているが、教務職員に関しては以前から規定はなかった。
一方、国立学校設置法施行規則（平成16年4月1日廃止）では、その第1章第1節第1条に、国立大学及び国立短期大学の職員の種類として、「学長、教授、助教授、講師、助手、事務職員、技術職員、教務職員」と規定されている。この施行規則が教務職員制度の根拠であった。なお、施行規則では教務職員の職務内容を、教授研究の補助その他教務に関する職務に従事するとしている。
しかし、平成16年4月1日の国立大学法人の設立に伴って国立学校設置法施行規則が廃止されると、大学に教務職員を置く法的根拠はなくなった。